# كونراد بيني
كونراد بيني (بالإنجليزية: Conrad Penny)‏ هو شخصية أعمال جنوب أفريقي، ولد في 31 مايو 1951 في ديربان في جنوب أفريقيا.